# Campionati del mondo di ciclismo su strada 1987

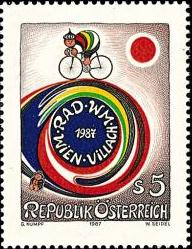
Francobollo dedicato ai campionati del mondo 1987 in Austria

I Campionati del mondo di ciclismo su strada 1987 si disputarono il 6 settembre 1987 a Villaco, in Austria.
Furono assegnati cinque titoli:
- Prova in linea Donne, gara di 72 km
- Cronometro a squadre Donne
- Prova in linea Uomini Dilettanti, gara di 180 km
- Cronometro a squadre Uomini Dilettanti, gara di 100 km
- Prova in linea Uomini Professionisti, gara di 276 km

## Medagliere
| Pos.   | Nazione          | Oro | Argento | Bronzo | Totale |
| ------ | ---------------- | --- | ------- | ------ | ------ |
| 1      | Francia          | 2   | 0       | 0      | 2      |
| 2      | Italia           | 1   | 1       | 1      | 3      |
| 3      | Unione Sovietica | 1   | 1       | 0      | 2      |
| 4      | Irlanda          | 1   | 0       | 0      | 1      |
| 5      | Paesi Bassi      | 0   | 1       | 1      | 2      |
| 6      | Germania Ovest   | 0   | 1       | 0      | 1      |
| 6      | Stati Uniti      | 0   | 1       | 0      | 1      |
| 8      | Spagna           | 0   | 0       | 1      | 1      |
| 8      | Danimarca        | 0   | 0       | 1      | 1      |
| 8      | Austria          | 0   | 0       | 1      | 1      |
| Totale | Totale           | 5   | 5       | 5      | 15     |

## Sommario degli eventi
| Eventi                        | Oro                                                             | Tempo                      | Argento                                                 | Tempo | Bronzo                                            | Tempo |
| Uomini Professionisti         |                                                                 |                            |                                                         |       |                                                   |       |
| Gara in linea dettagli        | Stephen Roche Irlanda                                           | 6h50'02" Media 40,387 km/h | Moreno Argentin Italia                                  | a 1"  | Juan Fernández Martín Spagna                      | s.t.  |
| Uomini Dilettanti             |                                                                 |                            |                                                         |       |                                                   |       |
| Gara in linea dettagli        | Richard Vivien Francia                                          | ?                          | Hartmut Bölts Germania Ovest                            | ?     | Alex Pedersen Danimarca                           | ?     |
| Cronometro a squadre dettagli | Italia Fortunato, Poli, Scirea, Vanzella                        | ?                          | Unione Sovietica Klimov, Saitov, Sumnikov, Zagrebel'nyj | ?     | Austria Lienhart, Rassinger, Traxl, Wechselberger | ?     |
| Donne                         |                                                                 |                            |                                                         |       |                                                   |       |
| Gara in linea dettagli        | Jeannie Longo Francia                                           | ?                          | Heleen Hage Paesi Bassi                                 | ?     | Connie Meyer Paesi Bassi                          | ?     |
| Cronometro a squadre dettagli | Unione Sovietica Kibardina, Jakovleva, Poljakova, Pugovičnikova | ?                          | Stati Uniti Ehlers, Marshall, Schenk, Thompson          | ?     | Italia Bandini, Bonanomi, Chiappa, Galli          | ?     |